# اسلام و نیازهای زمان
اسلام و نیازهای زمان که به اسلام و مقتضیات زمان نیز شناخته شده، نام کتابی دو جلدی از مرتضی مطهری است که از مجموع بیست و شش سخنرانی وی گرفته شده‌است. سؤال اصلی که مطهری در این کتاب در پی پاسخ دادن به آن برمی‌آید این است که: «آیا اسلام دینی برای تمام اعصار است و احکام اسلامی نیازهای زمان و شرایط مختلف را مورد توجه قرار داده‌است؟» مطهری تنظیم این کتاب را به سیدعلی خامنه‌ای سپرد ولی خامنه‌ای پس از مدتی به دلیل عدم فرصت کافی برای این کار، کتاب را به وی بازگرداند.

## مقدمه
مرتضی مطهری در بخشی از مقدمه کتاب خود چنین می‌نویسد:
... افراد و طبقاتی هستند که این مسئله را واقعاً به صورت یک معمای لاینحل و به صورت یک تضاد آشتی ناپذیر می‌نگرند و معتقدند «اسلام» و «مقتضیات زمان» دو پدیده غیر متوافق و ناسازگارند و از این دو حتماً یکی را باید انتخاب کرد، یا باید به اسلام و تعلیمات اسلامی گردن نهاد و از هر گونه نوجوئی و نوگرائی پرهیز کرد و زمان را از حرکت بازداشت یا باید تسلیم مقتضیات متغیر زمان شد و اسلام را بعنوان پدیده‌ای متعلق به گذشته به بایگانی تاریخ سپرد. روی سخن در این مقاله با اینگونه افراد است.

## فهرست

### جلد اول
- علت تغییر مقتضیات زمان‌ها
- دو نوع تغییر در زمان
- جامعهٔ درحال رشد
- افراط و تفریط‌ها
- راه میانه
- عقل و راه اعتدال
- خوارج
- عوامل تصفیه تفکر اسلامی
- اخباریگری
- مشروطیّت
- شئون پیامبر صلی الله علیه و آله: رسالت، قضاوت، حکومت
- مقتضیات زمان (۱)
- مقتضیات زمان (۲)
- تغییرات زمان در تاریخ اسلام
- اجتهاد و تفقّه در دین
- قاعدهٔ ملازمه
- علی علیه السلام شخصیت همیشه تابان
- نسبیّت آداب
- عبادت و پرستش، نیاز ثابت انسان
- نظریهٔ نسبیّت عدالت
- ردّ نظریهٔ نسبیّت عدالت
- بررسی نظریهٔ نسبیّت اخلاق
- مسئلهٔ نسخ و خاتمیت
- خاتمیت
- وجدان و مسئلهٔ نسبیت اخلاق
- جبر زمان و مسئلهٔ عدالت[۴]

### جلد دوم
- طرح اشکال و پاسخ اجمالی
- مقام عقل در استنباط احکام اسلامی
- آیا اجتهاد نسبی است؟
- جبر تاریخ از دو دیدگاه
- نیروی محرّک تاریخ چیست؟
- نظریه جبر اقتصادی تاریخ و بررسی آن (۱)
- نظریه جبر اقتصادی تاریخ و بررسی آن (۲)
- جامعه و تاریخ از نظر قرآن
- آیا اخلاق، مطلق است یا نسبی؟[۵]

## جایگاه کتاب
جایگاه و اهمیت این کتاب به قدری است که تا کنون موضوع چندین مقاله، پایان‌نامه و گزارش قرار گرفته‌است.

## تجدید چاپ
جلد اول این کتاب تا کنون ۴۱ مرتبه و جلد دوم آن ۳۱ مرتبه تجدید چاپ شده‌است.